# Styringomyia papuana
Styringomyia papuana är en tvåvingeart som beskrevs av Edwards 1924. Styringomyia papuana ingår i släktet Styringomyia och familjen småharkrankar. Inga underarter finns listade i Catalogue of Life.